# المستوى الفعلي للتطور
يدل المستوى الفعلي للتطور عن مدى قدرة الطفل على الإنجاز المستقل دون مساعدة من الوالدين أو المعلمين أو حتى أقرانه.
وتعني أيضا العملية الطبيعية لنمو القدرات العقلية والجسدية والاجتماعية خلال مراحل نموهم.العملية الطبيعية لنمو القدرات العقلية والجسدية والاجتماعية خلال مراحل نموهم.